# Максиміліан Бауер
Максиміліан Бауер (нім. Maximilian Bauer, нар. 9 лютого 2001, Віндорф, Німеччина) — німецький футболіст, центральний захисник клубу «Аугсбург».

## Ігрова кар'єра

### Клубна
Максиміліан Бауер народився у місті Віндорф на південному сході Німеччини. У 2014 році він приєднався до молодіжної команди клубу «Гройтер Фюрт». З сезону 2018/19 захисника почали залучати до матчів першої команди. Його дебют на професійному рівні відбувся 10 серпня 2018 року у матчі Другої Бундесліги проти «Вюрцбургер Кікерс».
У сезоні 2020\21 Бауер допоміг клубу посісти друге місце у Другій Бундеслізі і 14 серпня 2021 року у матчі проти «Штутгарта» захисник дебютував у Бундеслізі.
Влітку 2022 року Максиміліан Бауер приєднався до іншого клубу Бундесліги — «Аугсбурга».

## Збірна
В період з 2021 по 2022 роки Максиміліан Бауер провів сім матчів у складі молодіжної збірної Німеччини.